# Serguéi Danilin (piloto de luge)
Serguéi Vladímirovich Danilin —en ruso: Сергей Владимирович Данилин— (Moscú, URSS, 1 de enero de 1960-4 de octubre de 2021) fue un deportista ruso que compitió para la URSS en luge en la modalidad individual.
Participó en cinco Juegos Olímpicos de Invierno, entre los años 1980 y 1994, obteniendo una medalla de plata en Sarajevo 1984, en la prueba individual, y el sexto lugar en Calgary 1988, en la misma prueba.
Ganó cinco medallas en el Campeonato Mundial de Luge entre los años 1981 y 1990, y dos medallas en el Campeonato Europeo de Luge, oro en 1986 y plata en 1982.

## Palmarés internacional
| Juegos Olímpicos   | Juegos Olímpicos             | Juegos Olímpicos  | Juegos Olímpicos |
| Año                | Lugar                        | Medalla           | Prueba           |
| ------------------ | ---------------------------- | ----------------- | ---------------- |
| 1984               | Sarajevo (Yugoslavia)        | Medalla de plata  | Individual       |
| Campeonato Mundial |                              |                   |                  |
| Año                | Lugar                        | Medalla           | Prueba           |
| 1981               | Hammarstrand (Suecia)        | Medalla de oro    | Individual       |
| 1983               | Lake Placid (Estados Unidos) | Medalla de plata  | Individual       |
| 1987               | Igls (Austria)               | Medalla de bronce | Individual       |
| 1989               | Winterberg (RFA)             | Medalla de bronce | Equipo           |
| 1990               | Calgary (Canadá)             | Medalla de bronce | Equipo           |
| Campeonato Europeo |                              |                   |                  |
| Año                | Lugar                        | Medalla           | Prueba           |
| 1982               | Winterberg (RFA)             | Medalla de plata  | Individual       |
| 1986               | Hammarstrand (Suecia)        | Medalla de oro    | Individual       |